# Bistcho Lake
Bistcho Lake är en sjö i Kanada.   Den ligger i provinsen Alberta, i den centrala delen av landet, 3 200 km väster om huvudstaden Ottawa. Bistcho Lake ligger 554 meter över havet. Arean är 413 kvadratkilometer. Den sträcker sig 26,4 kilometer i nord-sydlig riktning, och 43,2 kilometer i öst-västlig riktning.
Trakten runt Bistcho Lake är nära nog obefolkad, med mindre än två invånare per kvadratkilometer.